# Spencer Gore (artista)

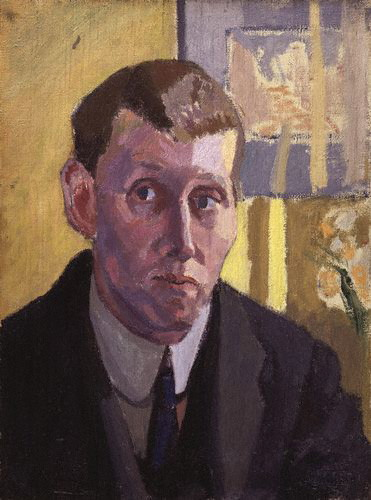
Spencer Gore, Autoritratto, 1912

Spencer Frederick Gore (Epsom, 26 maggio 1878 – Richmond upon Thames, 27 marzo 1914) è stato un pittore britannico di paesaggi, scene di music-hall  e interni, di solito con una figura singola. Fu il primo presidente del Camden Town Group..

## Biografia

### La giovinezza

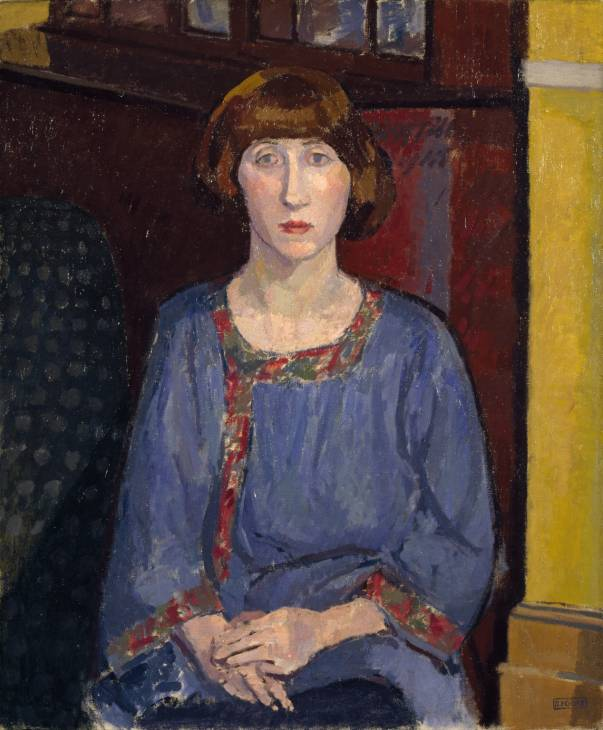
Spencer Gore, La moglie dell'artista, 1913

Spencer Frederick Gore nacque il 26 maggio 1878 a Epsom, nel Surrey. Era il più giovane dei quattro figli di Spencer Gore, campione di tennis, vincitore del primo Torneo di Wimbledon nel 1877, e di sua moglie Amy Margaret Smith. 
Dopo avere trascorso l'infanzia a Hollywell, nel Kent, dal 1892 al 1896 fu mandato a studiare presso la Harrow School, a Londra, dove scoprì il suo amore per l'arte. Per questo decise di iscriversi alla Slade School of Fine Art, dove studiò disegno dal 1896 al 1899, avendo come compagni e amici Harold Gilman, Augustus John, Wyndham Lewis, William Orpen e Albert Rutherston. Furono suoi insegnanti Frederick Brown, Henry Tonks e Philip Wilson Steer, che ebbe grande influenza su di lui.

Terminati gli studi, Gore visse, tra il 1900 e il 1904, a Londra, nel Somerset e nel Dorset, dipingendo soprattutto paesaggi. Nel 1902 visitò Madrid, dove poté vedere le opere di Francisco Goya e dove probabilmente fu ispirato per i suoi soggetti teatrali, che iniziò a dipingere in quel periodo.

Nel 1904 il padre abbandonò la famiglia, a causa di grosse difficoltà finanziarie. Sebbene sollecitato a trovarsi un lavoro per aiutare la madre e le sorelle, Spencer Frederick decise di proseguire a dipingere.

### L'evoluzione artistica

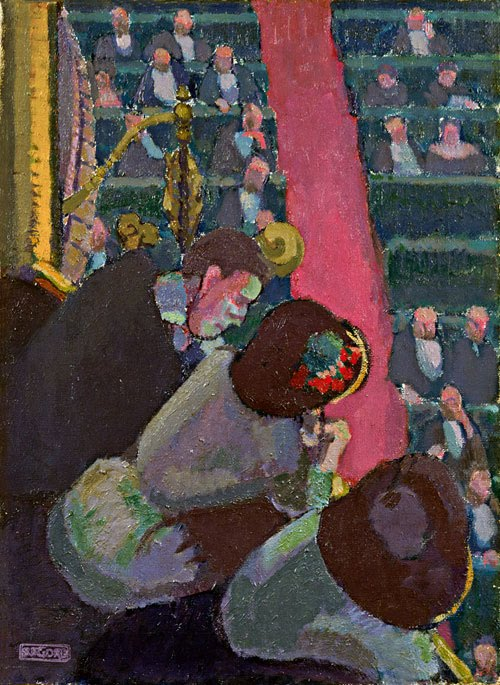
Spencer Gore, Balcone all'Alhambra, 1910

Nel 1904 l'amico Albert Rutherston lo presentò a Walter Sickert, che in quel periodo viveva a Dieppe, in Francia. 
Quando Sickert tornò a Londra, Gore iniziò a dipingere insieme a lui, a volte nel  'Bedford Music-Hall'  a Camden, più spesso nello studio in Fitzroy Street, utilizzando lo stesso materiale e gli stessi modelli. Nel 1907 Gore e Sickert, insieme a Lucien Pissarro, Harold Gilman e Charles Ginner, costituirono il  'Fitzroy Street Group'  e nel 1909 Gore divenne anche membro della  'Allied Artists Association' . Nel 1911 fu uno dei fondatori e il primo presidente del Camden Town Group. Nel marzo-aprile 1911 Gore allestì la sua prima e unica mostra personale, "Paintings by Spencer F. Gore", alla Chenil Gallery a Chelsea (Londra), nella quale espose una serie di opere aventi per soggetto interni di music-hall, nudi e paesaggi.

Nel gennaio del 1912 sposò Mary Joanna ("Mollie") Kerr, dalla quale ebbe due figli, Margaret Elizabeth (1912-1994) e Frederick John Pym (1913-2009), che sarebbe diventato un famoso pittore (noto come Frederick Gore).

Dal punto di vista professionale, in questo periodo rafforzò il proprio feeling con gli artisti più progressisti delle maggiori avanguardie inglesi dell'epoca, ed espose in alcune mostre collettive di Post-impressionisti e futuristi, alla Carfax Gallery e alla Doré Galleries. Le sue opere di quegli anni mostrano una sperimentazione del colore e una crescente preoccupazione nella costruzione pittorica, sotto l'influenza del Post-Impressionismo.

Nel 1913 Spencer Gore aderì al The London Group, nato dopo lo scioglimento del Camden Town Group.

### L'ultimo periodo a Richmond

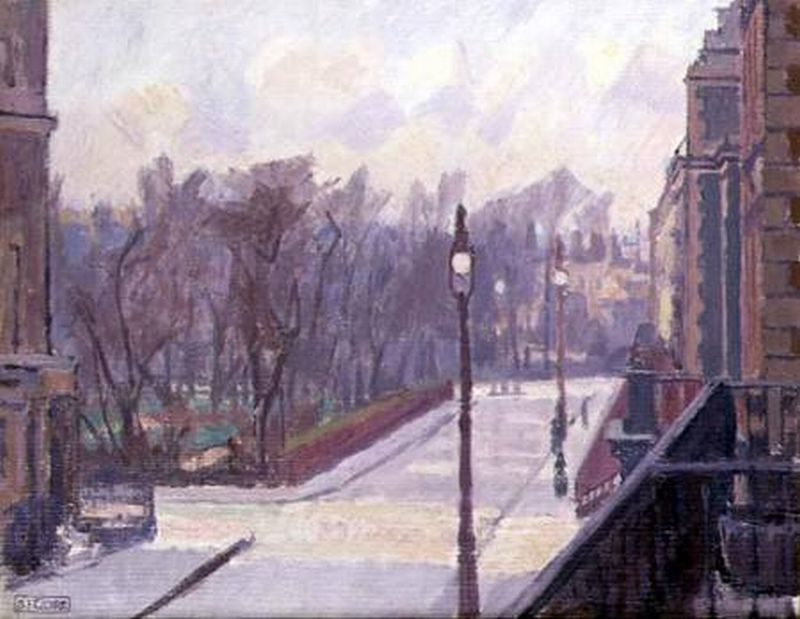
Spencer Gore, Hartington Square, 1913

Nell'estate del 1913 la famiglia Gore si trasferì a Richmond, dove l'artista, in soli sei mesi, dipinse una serie di trentadue paesaggi raffiguranti il Richmond Park, una parte realizzati en plein air, altri affacciato alla finestra sul retro della sua abitazione al 6,Cambrian Road.

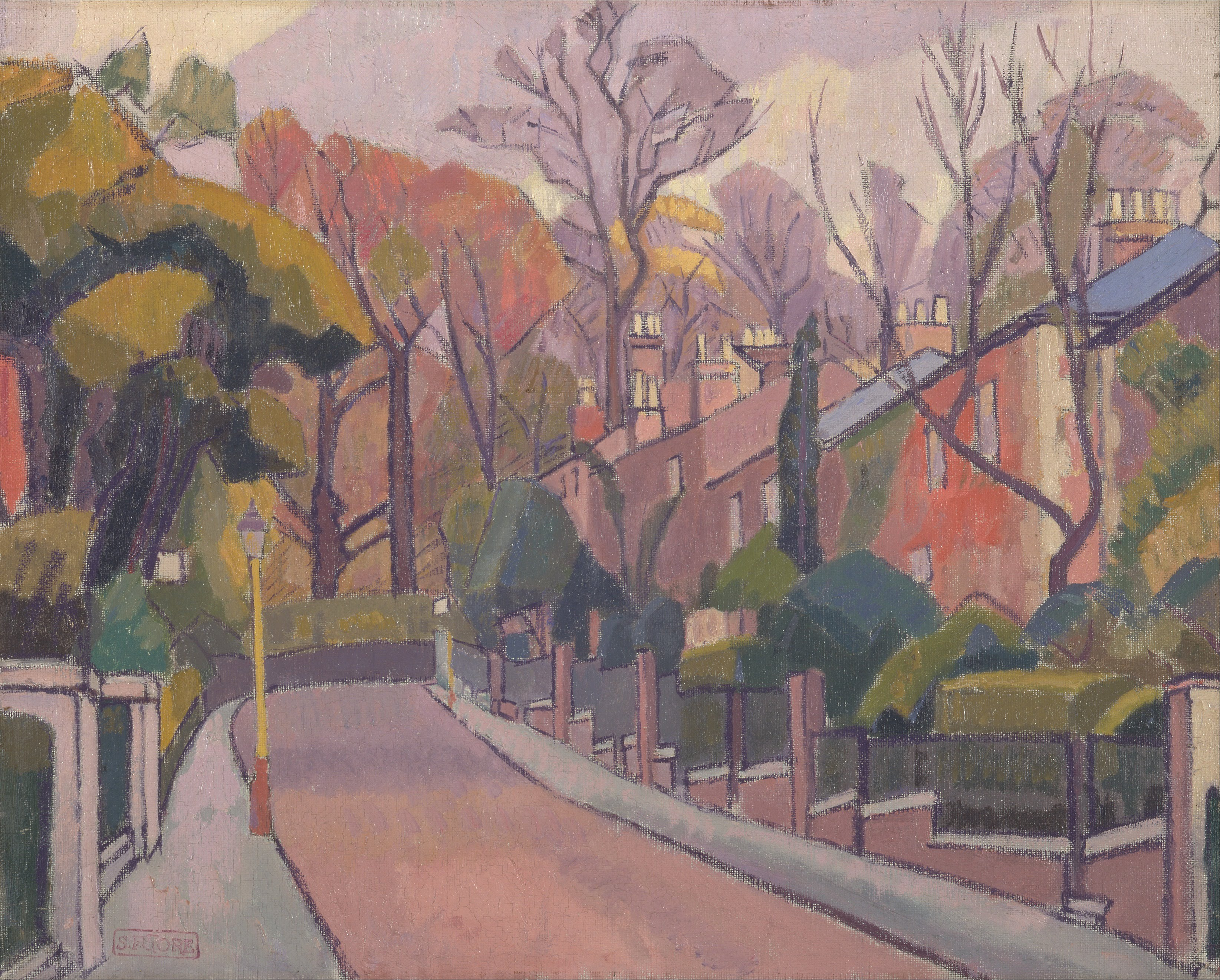
Spencer Gore, Cambrian Road, Richmond, 1913

 Spencer Gore morì a Richmond, il 27 marzo 1914, all'età di 35 anni. Secondo la biografa Helena Bonett proprio il dipingere all'aperto, nel parco o affacciato alla finestra, nei mesi invernali freddi e umidi, fu la causa della polmonite che portò Gore alla morte prematura, due mesi prima del suo 36º compleanno.
Nel febbraio 1916, presso la Carfax Gallery, fu allestita una mostra in sua memoria,  'Paintings by the Late Spencer F. Gore' . Walter Sickert, nella recensione alla mostra, scrisse: "È un mio privilegio aver osservato da vicino lo sviluppo di Spencer Frederick Gore, da quello che posso forse definire il raggiungimento della maggiore espressione del suo talento nel 1906, alla sua conclusione nel 1914 ... Nella sua pittura faceva chiaramente colore, e non semplicemente colori ... Ha raggiunto la squisitezza nel tocco.… Dipingeva con la discrezione e la misura del grande signore che era."

## Ascendenza
|                    |   |                                        | Genitori                                     |  |  | Nonni |  |  | Bisnonni          |  |  | Trisnonni                      |  |
|                    |   |                                        |                                              |  |  |       |  |  | William John Gore |  |  | Arthur Gore, II conte di Arran |  |
|                    |   |                                        |                                              |  |  |       |  |  | William John Gore |  |  | Arthur Gore, II conte di Arran |  |
|                    |   | Catherine Annesley                     |                                              |  |  |       |  |  | William John Gore |  |  |                                |  |
| Charles Gore       |   |                                        |                                              |  |  |       |  |  | William John Gore |  |  |                                |  |
|                    |   | Caroline Hales                         | Thomas Hales, IV baronetto                   |  |  |       |  |  |                   |  |  |                                |  |
|                    |   | Caroline Hales                         | Thomas Hales, IV baronetto                   |  |  |       |  |  |                   |  |  |                                |  |
|                    |   | Caroline Hales                         | Mary Heyward                                 |  |  |       |  |  |                   |  |  |                                |  |
| Spencer Gore       |   | Caroline Hales                         |                                              |  |  |       |  |  |                   |  |  |                                |  |
|                    |   | John Ponsonby, IV conte di Bessborough | Frederick Ponsonby, III conte di Bessborough |  |  |       |  |  |                   |  |  |                                |  |
|                    |   | John Ponsonby, IV conte di Bessborough | Frederick Ponsonby, III conte di Bessborough |  |  |       |  |  |                   |  |  |                                |  |
|                    |   | John Ponsonby, IV conte di Bessborough | Henrietta Spencer                            |  |  |       |  |  |                   |  |  |                                |  |
| Augusta Ponsonby   |   | John Ponsonby, IV conte di Bessborough |                                              |  |  |       |  |  |                   |  |  |                                |  |
|                    |   | Maria Fane                             | John Fane, X conte di Westmorland            |  |  |       |  |  |                   |  |  |                                |  |
|                    |   | Maria Fane                             | John Fane, X conte di Westmorland            |  |  |       |  |  |                   |  |  |                                |  |
|                    |   | Maria Fane                             | Sarah Child                                  |  |  |       |  |  |                   |  |  |                                |  |
| Spencer Gore       |   | Maria Fane                             |                                              |  |  |       |  |  |                   |  |  |                                |  |
|                    | … | …                                      |                                              |  |  |       |  |  |                   |  |  |                                |  |
|                    | … | …                                      |                                              |  |  |       |  |  |                   |  |  |                                |  |
|                    | … | …                                      |                                              |  |  |       |  |  |                   |  |  |                                |  |
| Edmund James Smith | … |                                        |                                              |  |  |       |  |  |                   |  |  |                                |  |
|                    |   | …                                      | …                                            |  |  |       |  |  |                   |  |  |                                |  |
|                    |   | …                                      | …                                            |  |  |       |  |  |                   |  |  |                                |  |
|                    |   | …                                      | …                                            |  |  |       |  |  |                   |  |  |                                |  |
| Amy Margaret Smith |   | …                                      |                                              |  |  |       |  |  |                   |  |  |                                |  |
|                    |   | …                                      | …                                            |  |  |       |  |  |                   |  |  |                                |  |
|                    |   | …                                      | …                                            |  |  |       |  |  |                   |  |  |                                |  |
|                    |   | …                                      | …                                            |  |  |       |  |  |                   |  |  |                                |  |
| …                  |   | …                                      |                                              |  |  |       |  |  |                   |  |  |                                |  |
|                    |   | …                                      | …                                            |  |  |       |  |  |                   |  |  |                                |  |
|                    |   | …                                      | …                                            |  |  |       |  |  |                   |  |  |                                |  |
|                    |   | …                                      | …                                            |  |  |       |  |  |                   |  |  |                                |  |
|                    |   | …                                      |                                              |  |  |       |  |  |                   |  |  |                                |  |